# Аширбеков, Бахытжан Айдарханович
Бакытжан Айдарханович Аширбеков (каз. Бақытжан Айдарханұлы Әшірбеков; 1966 - 26 августа 2021) — казахстанский государственный деятель.

## Биография
Аширбеков Бакытжан Айдарханович родился в 1966 году. По национальности казах. 

### Образование
Образование высшее. По специальности учитель истории, обществознания и методист воспитательной работы, юрист. 

### Трудовая деятельность
В 1984 году рабочий треста «Жызакстрой» в Джизакской области.
В 1987 - 1989 годах - рабочий завода «Пресс-автомат» в г. Шымкент.
С мая по ноябрь 1993 года - научный сотрудник областного музея.
В 1993 - 1996 годах - главный специалист администрации Аль-Фарабийского района города Шымкент.
В 1997 - 1998 годах - главный специалист отдела внутренней политики аппарата акима города Шымкент.
В 1998 - 2000 годах - главный специалист управления информации и общественного согласия.
В 2000 - 2002 годах - мастер, юрист государственного коммунального предприятия «Южтрансгаз».
В 2002 - 2003 годы - главный специалист общественно-политического отдела, главный специалист юридического отдела аппарата акима города Шымкент.
В 2006 - 2009 годах - главный специалист юридического отдела аппарата акима Южно-Казахстанской области.
С 2009 года работал в организационно-инспекторском отделе Аппарата акима Южно-Казахстанской области главный инспектор акима области.
С ноября 2010 года - аким Енбекшинского района города Шымкент, заместитель акима города Шымкент. 
С 1 июля 2013 по 11 сентября 2014 - аким города Туркестан.
В сентябре 2014 года назначен на должность руководителя управления предпринимательства и индустриально-инновационного развития Южно-Казахстанской области.
В последние годы занимал должность руководителя отдела мониторинга общественно-политической сферы аппарата акима Туркестанской области.